# Payback (filme)
Payback (prt: Payback - A Vingança; bra: O Troco) é um filme policial de ação e suspense estadunidense de 1999, escrito e dirigido por Brian Helgeland em sua estreia na direção, e estrelado por Mel Gibson, Gregg Henry, Maria Bello e David Paymer. É baseado no romance The Hunter, de Donald E. Westlake, usando o pseudônimo Richard Stark, que havia sido adaptado anteriormente no clássico noir de 1967, o filme Point Blank, dirigido por John Boorman e estrelado por Lee Marvin. Em 2006, Helgeland lançou uma versão alternativa do filme que difere substancialmente da versão lançada pelo estúdio.

## Sinopse
De bruços na mesa da cozinha de um abortista subterrâneo, quase inconsciente e com duas grandes feridas de bala nas costas, está o ladrão de carreira (e ex-fuzileiro naval) Porter. O médico não licenciado usa o uísque que está bebendo como agente esterilizante e desenterra as balas. Porter passa cinco meses se recuperando.
Porter começa a rastrear sua ex-esposa Lynn e ex-parceiro de crime Val Resnick. Porter foi traído por ambos após um assalto de US$140,000 de tríades chinesas locais. Resnick havia manipulado Lynn com cumplicidade com uma foto mostrando Porter com outra mulher. Lynn então atirou em Porter e os dois o deixaram morto. Val voltou a um sindicato criminoso chamado "The Outfit", usando US$130,000 do dinheiro do assalto para pagar uma dívida pendente.
Porter tem a intenção de reivindicar sua parte de US$70,000, subindo constantemente na hierarquia criminal. Ele encontra Lynn, agora uma prostituta viciada em heroína. Sentindo pena de sua situação desastrosa, ele a confinou em seu quarto, apenas para descobrir que ela perdeu a vida por uma overdose de heroína no dia seguinte. O entregador de drogas de Lynn aponta Porter para o traficante e jogador de baixa vida chamado Arthur Stegman. Porter encontra Stegman na companhia de dois detetives da polícia corruptos, Hicks e Leary, que começam a perseguir Porter por uma parte de seu objetivo.
Porter pede a ajuda de Rosie, uma garota de programa afiliada à Outfit. Ele já foi motorista de limusine e eventual amante, e uma foto tirada durante o caso de uma noite foi a usada por Resnick para alimentar o ciúme de Lynn e facilitar a traição original. Rosie diz a Porter que Resnick está impedido de solicitar prostitutas porque suas tendências sádicas quase mataram uma delas, possivelmente a própria Rosie.
Resnick está vendo uma dominatrix ligada à Tríade chamada Pearl quando Porter entra violentamente em sua vida. Resnick pede ajuda ao Outfit e explica por que Porter exige US$70,000, mas é instruído a resolver seus próprios problemas. Ele então atribui o roubo de US$140,000 apenas a Porter, a fim de matá-lo pelos associados de Pearl. Essa tentativa falha e Resnick segue a trilha de Porter até o apartamento de Rosie, bate nela e a reconhece como uma ex-vítima de seu extremo desvio sexual. Porter aparece a tempo de impedir novos abusos e atira em Resnick, não antes de obter os nomes dos chefes da Outfit, Fairfax e Carter. Ele leva Rosie para um apartamento secreto, mas o encontra equipado com explosivos plásticos, conectado ao telefone por três dos assassinos de Carter. Porter os mata e depois confronta Carter em seu próprio escritório, ameaçando matá-lo se não pagar os US$70,000. Carter afirma que ele é apenas um sub-chefe , portanto não autorizado a tomar decisões financeiras. Porter então força Carter a telefonar para o verdadeiro chefe, chamado Bronson. Quando Bronson se recusa por telefone, Porter cumpre sua ameaça e mata Carter. Porter então enquadra Hicks e Leary plantando as impressões digitais de Leary na arma usada para matar Resnick, além de roubar o distintivo de Hicks e deixá-lo com a arma na mão de Resnick.
Com a ajuda de Rosie, Porter sequestra o filho de Bronson, Johnny. Ele então visita e ameaça Fairfax; Hicks e Leary, que estão esperando do lado de fora da casa de Fairfax, são prontamente presos pelos Assuntos Internos devido às falsas evidências deixadas anteriormente. Um tiroteio acontece com Porter, Stegman, seu motorista, Pearl e as tríades; apenas Porter sobrevive. Porter é posteriormente capturado pelos homens de Fairfax, levado para um armazém e espancado por horas. Bronson chega com seus próprios homens, mostra a Porter uma bolsa contendo os US$130,000 simbólicos que ele nunca deveria ter, e supervisiona um método de tortura mais horrível para extrair a localização de seu filho.
Porter finalmente dá um endereço que acaba sendo o seu próprio apartamento secreto. Ele está trancado dentro de uma mala de carro e conduzido por Bronson, Fairfax e seus homens até o apartamento que, sem o conhecimento deles, ainda contém a bomba não explodida deixada anteriormente pelos homens de Carter. Porter, então, pega o telefone do carro e liga para seu próprio apartamento a tempo de Bronson pegar o telefone. Depois que seus captores encontram um fim explosivo, Porter vai buscar Rosie. Deixando Johnny para trás, os dois saem com o dinheiro que a multidão lhe devia e vão para o Canadá para começar uma nova vida.

## Elenco
- Mel Gibson .... Porter
- Gregg Henry .... Val Resnick
- Maria Bello .... Rosie
- Lucy Liu .... Pearl
- Deborah Kara Unger .... Lynn Porter
- David Paymer .... Arthur Stegman
- Bill Duke .... Detective Hicks
- Jack Conley .... Detective Leary
- John Glover .... Phil
- William Devane .... Carter
- James Coburn .... Justin Fairfax
- Kris Kristofferson .... Bronson
- Trevor St. John .... Johnny Bronson
- Freddy Rodriguez .... Valet
- Manu Tupou .... Penhorista
- Len Bajenski .... Fairfax Bodyguard #1
- Breckin Meyer

## Produção
O filme foi filmado em setembro/novembro de 1997, em Chicago e Los Angeles, embora nenhuma cidade seja mencionada no filme. Embora creditado como diretor, a versão de Brian Helgeland do filme não era a versão dos cinemas divulgada ao público. Após o final da filmagem principal, a versão de Helgeland foi considerada muito sombria para o público em geral. Após um roteiro reescrito por Terry Hayes, o diretor Helgeland foi substituído pelo designer de produção John Myhre, que refez 30% do filme. A intenção era tornar o personagem Porter acessível. Gibson também não havia gostado do resultado e pediu modificações. O ator solicitou estas regravações de 30% do que Helgeland havia feito, e o diretor, por sua vez, se recusou a atender o pedido do ator e se afastou do filme: "Não somente eu achei que alterações eram imprescindíveis no projeto. O estúdio produtor do filme também solicitou mudanças", recobrou o ator, "Helgeland achou que, se algo fosse mudado, a integridade artística de seu trabalho estaria em jogo. Como não concordamos em manter o que ele havia feito, ele achou por bem se retirar. Acho que tomou uma decisão corajosa defendendo suas ideias. Desde o começo ele agiu com total profissionalismo. Isso ninguém pode negar. Mesmo assim, acredito que, com as alterações, temos hoje um filme melhor do que o idealizado por Helgeland". A versão final de Gibson traz um filme policial inspirado no clássico noir Point Blank, "Esse filme faz lembrar um pouco a atmosfera de outras produções de cineastas como Don Siegel, Sam Peckinpah e John Boorman do começo dos anos 70", ressaltou Mel Gibson ao lembrar da época de sua adolescência quando se viu fascinado por filmes de crime como The Getaway, "Payback tem um pouco de cada um dos filmes que marcaram minha juventude, mas só que os tempos hoje são outros. Payback apresenta uma atmosfera ainda mais underground e dark por ser contemporâneo e passar nos anos 90".
O slogan do filme tornou-se: "Prepare-se para torcer pelo bandido". Uma cena potencialmente controversa entre Porter e Lynn, que envolve indevidamente abuso conjugal, foi extirpada e mais elementos da trama foram adicionados ao terceiro ato. Após 10 dias de refilmagens, uma nova cena de abertura e trilha de narração também foram adicionadas, e Kris Kristofferson continuou como um novo vilão.
A versão de Helgeland, Straight Up: The Director's Cut, foi lançada em DVD, Blu-ray e HD DVD em 10 de abril de 2007, após uma edição de outubro de 2006 no Austin Film Festival. A versão Director's Cut apresenta uma Bronson feminina, que nunca é vista apenas ouvida por telefone, dublada por Sally Kellerman, não inclui a narração de Porter e várias cenas relacionadas a Bronson. Durante a briga (que é mais longa do que na versão dos cinemas e era a principal fonte de controvérsia), Porter anteriormente diz a Lynn que sua foto com Rosie foi tirada antes de se conhecerem, tornando seu ciúme injustificado. Esta versão tem um final totalmente diferente e ambíguo, onde Porter é gravemente ferido em um tiroteio na estação de trem e expulso por Rosie.

### Edição
Mel Gibson afirmou em uma curta entrevista lançada como um extra de DVD que "teria sido ideal filmar em preto e branco". Ele observou que "as pessoas querem um filme colorido" e que o toque noir de Payback foi possível com a utilização de uma técnica especial de descoloração da fita depois de gravada com um solvente que aproximou as cores à tonalidades de preto e branco, "Para fazer o filme The Game, com Michael Douglas, a produção usou semelhante processo. Para fazer Payback chegamos a pensar em produzi-lo em preto-e-branco e em 16mm, mas desistimos logo da ideia ao concluir que dessa forma jamais faríamos dinheiro com filme". Além disso, o design de produção usava tons suaves de vermelho, marrom e cinza para fantasias, cenários e carros para obter mais efeitos.

## Recepção

### Bilheteria
Payback foi bem recebido nas bilheterias. O filme faturou US$21,221,526 em seu primeiro final de semana na América do Norte. Eventualmente, arrecadou US$81,526,121 na América do Norte e US$80,100,000 em outros territórios, totalizando US$161,626,121.

### Crítica
O Metacritic, que usa uma média ponderada, atribuiu ao filme uma pontuação de 46 em 100, baseado em 71 críticos, indicando críticas "mistas ou médias".
No site agregador de críticas Rotten Tomatoes, 54% das 74 resenhas dos críticos são positivas, com uma classificação média de 5,9/10.O consenso crítico do site afirma: "Violência sádica e humor rotineiro sustentam uma premissa previsível de ação". As audiências consultadas pelo CinemaScore deram ao filme uma nota média de "B-" na escala A+ a F.
Roger Ebert atribuiu ao filme uma classificação de três estrelas em quatro em sua crítica, escrevendo: "Há muita esperteza e criatividade em Payback, mas Mel Gibson é a chave. O filme não funcionaria com um ator pesado de pé, ou era sincero demais com o material".